# 河野広貴
河野 広貴（かわの ひろき、1990年3月30日 - ）は、神奈川県相模原市出身の元サッカー選手。ポジションはフォワード（FW）及びミッドフィールダー（MF）。

## 来歴

### プロ入り前
兄の影響でサッカーを始め、8歳からヴェルディ川崎（当時）の下部組織支部・ヴェルディSS相模原に所属。ドリブラーとして実力を磨いた。2005年、セレクションを経てヴェルディユースに入団。2006年、城福浩監督率いるAFC U-17選手権に臨むU-16日本代表に追加招集されると、決勝の北朝鮮戦で延長後半に決勝点となる2得点を挙げ、日本の優勝に貢献。翌2007年のU-17ワールドカップにも出場し、8月19日のハイチ戦で決勝点を挙げるなどスーパーサブとして活躍した。

### 東京ヴェルディ
Jリーグでは、2007年8月5日の愛媛戦で2種登録選手として出場し、2008年からは東京Vのトップチームに昇格を果たした。ヴェルディSS相模原出身者としては初のトップ昇格である。開幕戦の川崎戦でJ1初出場を果たし、プロ初先発の第5節・神戸戦でプロ初得点を挙げるなど活躍を見せ、7月にはプロA契約を結んだ。当時のプレーはリオネル・メッシを彷彿させるとの評価もあった。河野自身は、後に当時のプレーを振り返り「必要以上に甘やかされていた」「もっと早く移籍を決断しても良かった」と振り返っている。

### FC東京
2012年より自身のステップアップのためFC東京へ完全移籍。パスとドリブルの使い分けに苦心する中で自身初となるAFCチャンピオンズリーグ出場を経験。しかし、ベンチ入りメンバーには入り続けていたものの、負傷もあって 出場は限られ、さらにランコ・ポポヴィッチ監督からは時に不慣れなボランチでのプレーを強いられた。
2013年5月にはスペイン2部・CEサバデルの練習に帯同。夏・冬の2度に渡って獲得の打診を受けたが、FC東京からの慰留を受けて 残留した。
2014年は移籍以来続いた苦闘の中で培った味方との連携や対人守備と攻守の切り替えの向上がマッシモ・フィッカデンティ新監督の目に留まり、3トップ時にはウイングで、2トップ時にはトップ下でレギュラーを奪取。鋭い動き出しと得意のドリブル、機知に富んだプレーで 攻撃のリズムを作り、精力的なプレスで守備陣を助けた。
2015年は守備的戦術が深まる中、相手の攻撃の起点のマークに注力しつつも 守勢時にはポジションを落として守備的MFをサポート。消耗の激しい役割を献身的にこなした。
2016年、2nd第11節湘南戦の得点が同年9月の月間ベストゴールに選出された。この得点を含め2ndステージではチーム最多得点を記録した。リーグ戦終了後の11月に左足関節関節鏡視下フットボーラーズアンクル形成の手術を受け 天皇杯準々決勝を欠場。

### サガン鳥栖
2017年8月9日、サガン鳥栖に完全移籍することが発表された。8月19日、第23節の大宮アルディージャ戦で即スタメンを飾った。

### 東京ヴェルディ（第2期）
2019年、東京ヴェルディへ期限付き移籍。2020年1月、東京ヴェルディへ完全移籍。

### 南葛SC
2021年3月1日、南葛SCへの完全移籍が発表された。
2022年11月15日、退団が発表された。

## エピソード
- 2009年、AFCアジアカップ最終予選に臨むA代表に背番号「100」で予備登録された。同予選において、AFCが固定番号制を採ったことによる[41]。

## 所属クラブ
ユース経歴
- ヴェルディSS相模原ジュニア
- 1998年 - 2004年 ヴェルディSS相模原 (相模原市立田名中学校[42])
- 2005年 - 2007年 東京ヴェルディユース（光明学園相模原高等学校[42]）
  - 2007年 東京ヴェルディ (2種登録選手)

プロ経歴
- 2008年 - 2011年  東京ヴェルディ
- 2012年 - 2017年8月  FC東京
- 2017年8月 - 2019年  サガン鳥栖
  - 2019年  東京ヴェルディ（期限付き移籍）
- 2020年  東京ヴェルディ
- 2021年 - 2022年  南葛SC

## 個人成績
| 国内大会個人成績 | 国内大会個人成績 | 国内大会個人成績 | 国内大会個人成績 | 国内大会個人成績                     | 国内大会個人成績 | 国内大会個人成績 | 国内大会個人成績 | 国内大会個人成績 | 国内大会個人成績 | 国内大会個人成績 | 国内大会個人成績 |
| 年度             | クラブ           | 背番号           | リーグ           | リーグ戦                             | リーグ戦         | リーグ杯         | リーグ杯         | オープン杯       | オープン杯       | 期間通算         | 期間通算         |
| 年度             | クラブ           | 背番号           | リーグ           | 出場                                 | 得点             | 出場             | 得点             | 出場             | 得点             | 出場             | 得点             |
| 日本             | 日本             | 日本             | 日本             | リーグ戦                             | リーグ戦         | リーグ杯         | リーグ杯         | 天皇杯           | 天皇杯           | 期間通算         | 期間通算         |
| ---------------- | ---------------- | ---------------- | ---------------- | ------------------------------------ | ---------------- | ---------------- | ---------------- | ---------------- | ---------------- | ---------------- | ---------------- |
| 2007             | 東京V            | 32               | J2               | 1                                    | 0                | -                | -                | 0                | 0                | 1                | 0                |
| 2008             | 東京V            | 33               | J1               | 17                                   | 2                | 5                | 0                | 0                | 0                | 22               | 2                |
| 2009             | 東京V            | 7                | J2               | 35                                   | 6                | -                | -                | 1                | 0                | 36               | 6                |
| 2010             | 東京V            | 7                | J2               | 29                                   | 3                | -                | -                | 1                | 0                | 30               | 3                |
| 2011             | 東京V            | 7                | J2               | 32                                   | 8                | -                | -                | 0                | 0                | 32               | 8                |
| 2012             | FC東京           | 17               | J1               | 9                                    | 1                | 0                | 0                | 0                | 0                | 9                | 1                |
| 2013             | FC東京           | 17               | J1               | 4                                    | 0                | 5                | 0                | 1                | 0                | 10               | 0                |
| 2014             | FC東京           | 17               | J1               | 30                                   | 6                | 6                | 1                | 3                | 3                | 39               | 10               |
| 2015             | FC東京           | 17               | J1               | 22                                   | 1                | 5                | 1                | 2                | 0                | 29               | 2                |
| 2016             | FC東京           | 17               | J1               | 29                                   | 5                | 4                | 0                | 2                | 0                | 35               | 5                |
| 2017             | FC東京           | 17               | J1               | 8                                    | 0                | 1                | 0                | 1                | 0                | 10               | 0                |
| 2017             | 鳥栖             | 7                | J1               | 7                                    | 0                | -                | -                | -                | -                | 7                | 0                |
| 2018             | 鳥栖             | 7                | J1               | 2                                    | 0                | 6                | 0                | 3                | 1                | 11               | 1                |
| 2019             | 東京V            | 33               | J2               | 15                                   | 2                | -                | -                | 1                | 0                | 16               | 2                |
| 2020             | 東京V            | 7                | J2               | 4                                    | 0                | -                | -                | -                | -                | 4                | 0                |
| 2021             | 南葛             | 37               | 関東2部          | 5                                    | 0                | -                | -                | -                | -                | 5                | 0                |
| 2022             | 南葛             | 37               | 関東1部          | 0                                    | 0                | -                | -                | -                | -                | 0                | 0                |
| 通算             | 日本             | 日本             | J1               | 128                                  | 15               | 32               | 2                | 12               | 4                | 172              | 21               |
| 通算             | 日本             | 日本             | J2               | 116                                  | 19               | -                | -                | 3                | 0                | 119              | 19               |
| 通算             | 日本             | 日本             | 関東1部          | \|\|\|\|colspan=2\|-\|\|\|\|\|\|\|\| |                  |                  |                  |                  |                  |                  |                  |
| 通算             | 日本             | 日本             | 関東2部          | 5                                    | 0                | -                | -                | -                | -                | 5                | 0                |
| 総通算           | 総通算           | 総通算           | 総通算           | 249                                  | 34               | 32               | 2                | 15               | 4                | 296              | 40               |

その他の公式戦
- 2012年
  - スーパーカップ 1試合0得点

| 国際大会個人成績 | 国際大会個人成績 | 国際大会個人成績 | 国際大会個人成績 | 国際大会個人成績 |
| 年度             | クラブ           | 背番号           | 出場             | 得点             |
| AFC              | AFC              | AFC              | ACL              | ACL              |
| ---------------- | ---------------- | ---------------- | ---------------- | ---------------- |
| 2012             | FC東京           | 17               | 3                | 0                |
| 2016             | FC東京           | 17               | 4                | 0                |
| 通算             | AFC              | AFC              | 7                | 0                |

その他の国際大会
- 2016年
  - AFCチャンピオンズリーグ2016・プレーオフ 1試合2得点

出場歴
- 2007年8月05日：Jリーグ初出場 - J2 第32節 vs愛媛FC (愛媛県総合運動公園陸上競技場)[3]
- 2008年4月06日：Jリーグ初得点 - J1 第05節 vsヴィッセル神戸 (ホームズスタジアム神戸)
- 2011年8月27日：Jリーグ100試合出場 - J2 第26節 vsロアッソ熊本 (国立霞ヶ丘競技場陸上競技場)
- 2016年8月13日：Jリーグ200試合出場 - J1 2nd第8節 vsヴィッセル神戸 (ノエビアスタジアム神戸)

## 受賞歴

### 個人
- 月間ベストゴール賞 (2016年9月)[34]

## 代表歴
- U-15日本代表候補
- U-16日本代表
  - AFC U-17選手権2006 - 優勝 (4試合2得点)
- U-17日本代表
  - コパ・チーバス
  - 国際ユースサッカーin新潟 (チーム事情により離脱)
  - 2007 FIFA U-17ワールドカップ - グループリーグ敗退 (3試合1得点)
- U-19日本代表
  - 第6回仙台カップ国際ユースサッカー大会 - 2位 (3試合1得点)
  - AFC U-19選手権2008 - 準々決勝敗退 (3試合0得点)
- U-20日本代表
  - カタール国際ユーストーナメント2009 - 3位 (4試合1得点)
  - 第5回東アジア競技大会 - 準優勝 (3試合0得点)